# Ministerio Público (Honduras)
El Ministerio Público es un organismo público estatal de Honduras, al que se atribuye la representación de los intereses de la sociedad mediante el ejercicio de las facultades de dirección 
Es el organismo constitucional del estado hondureño y su sede se encuentra en la capital de la república, ciudad de Tegucigalpa M.D.C, es el encargado de promover la persecución penal, tiene la función acusatoria en los tribunales penales y dirige la investigación de los delitos de acción pública, actuando con objetividad, imparcialidad legal en los términos que la ley establece.

## Antecedentes históricos
Previo a al año de 1995 la entidad pública que representa al estado, era parte de la Corte Suprema de Justicia de Honduras, los agentes fiscales eran personas letradas o civiles que salían con nombramiento puramente político y dispuestos a representarse ante los casos competentes al aparato judicial, es así que se mantuvo a la personería fiscal en los juicios de procedimientos escritos desde el siglo XIX.

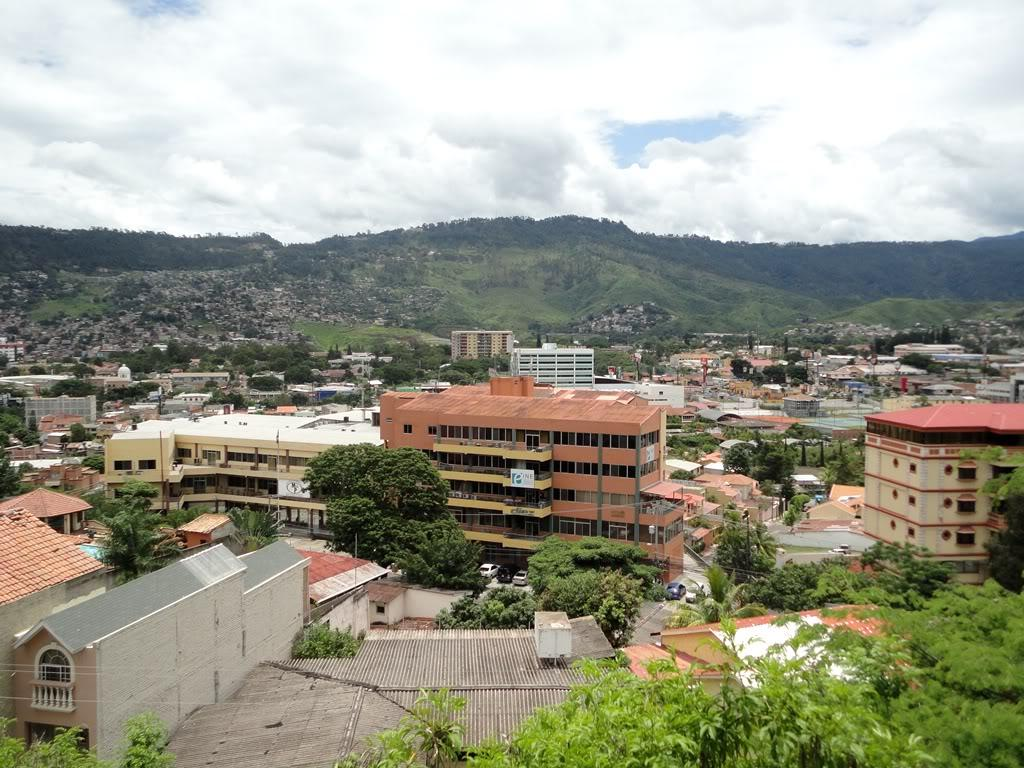
Edificios del INE Instituto Nacional de Estadísticas y del MPH en la ciudad de Tegucigalpa, M.D.C.

Durante el gobierno del Licenciado Rafael Leonardo Callejas, fue emitida la “Ley del Ministerio Público” por el Congreso Nacional de Honduras, así también como los nuevos agentes fiscales, apareció una nueva policía de investigación la DIC (Dirección de Investigación Criminal) que sustituyó a la polémica DNI (Dirección Nacional de Investigación en 1994 y con la rama científica como lo es la Medicina Forense, modernizarían y sustituirían para mejor el obsoleto sistema de investigación que se realizaba en Honduras y así la investigación y justicia se harían más efectivas.

## Dirección del Ministerio Público

### Fiscalía general y Fiscalía general adjunta
El fiscal general y el fiscal general adjunto son electos para permanecer en sus cargos durante cinco años por el voto de 86 diputados del Congreso Nacional del país.
| N.º | Fiscal general                    | Partido político | Fiscal general adjunto            | Partido político | Período de funciones                         | Período constitucional | Notas |
| --- | --------------------------------- | ---------------- | --------------------------------- | ---------------- | -------------------------------------------- | ---------------------- | --- |
| 1.  | Ángel Edmundo Orellana Mercado    |                  | Jesús Florentino Álvarez Alvarado |                  | 1 de marzo de 1994-28 de febrero de 1999     | 1994-1999              | Primer fiscal general de la República electo por el Congreso Nacional.                                                                                |
| 2.  | Roy Edmundo Medina                |                  | Juan Arnaldo Hernández Espinoza   |                  | 1 de marzo de 1999-29 de febrero de 2004     | 1999-2004              | Primer fiscal general que derivó de un proceso de proposición de candidatos (a través de la Junta de Proponentes).                                    |
| 3.  | Ramón Ovidio Navarro Duarte       |                  | Yuri Fernando Melara Berlioz      |                  | 1 de marzo de 2004-28 de junio de 2005       | 2004-2009              | Renunció tras presión de fiscales que él suspendió de sus cargos. Señalamientos de corrupción.                                                        |
| 4.  | Leónidas Rosa Bautista            |                  | Omar Cerna García                 |                  | 1 de julio de 2005-9 de marzo de 2009        | 2004-2009              | |
| 5.  | Luis Alberto Rubí Ávila           |                  | Roy David Urtecho López           |                  | 10 de marzo de 2009-27 de junio de 2013      | 2009-2014              | Renunció tras presiones desde el Congreso Nacional. Señalamientos de incompetencia. Se intervino el Ministerio Público hasta el 31 de agosto de 2013. |
| 6.  | Óscar Fernando Chinchilla Banegas |                  | Rigoberto Cuéllar Cruz            |                  | 1 de septiembre de 2013-31 de agosto de 2018 | 2009-2014 2013-2018    | Debía concluir sus funciones en 2014, pero el cargo de fiscal general nunca se sometió a votación en la legislatura 2014-2018 del Congreso Nacional.  |
| 7.  | Óscar Fernando Chinchilla Banegas |                  | Daniel Arturo Sibrián Bueso       |                  | 1 de septiembre de 2018-31 de agosto de 2023 | 2018-2023              | Reelecto a pesar de no haber sido incluido por la Junta de Proponentes entre los cinco candidatos más idóneos.                                        |
| 8.  | Johel Zelaya                      |                  | Marcio Cabañas Cadillo            |                  | 29 de febrero de 2024-presente               | 2023-2028              | Elegidos tras un interinato que duró entre el 1 de noviembre de 2023 y el 28 de febrero de 2024.                                                      |

### Estructura organizativa
- Fiscal general,
- Fiscal general adjunto,
- Dirección General de Fiscalía,
- Dirección de Lucha Contra el Narcotráfico,
- Dirección de Medicina Forense,
- Agencia Técnica de Investigación Criminal (ATIC).

### Medicina Forense
La medicina forense propiamente dicha, cuyo ejercicio depende y se desarrolla directamente en la administración de justicia. La medicina forense también llamada medicina judicial, es una rama de la medicina que determina el origen de lesiones de un herido, la causa de muerte mediante el examen de un cadáver; por peritos médicos especialistas, quienes emiten un dictamen.

## Incapacidad
En el año 2013 una comisión interventora investigó al entonces fiscal general del Ministerio Público; Luis Alberto Rubí y calificó su administración como inadecuada y aconsejó al Congreso Nacional su despido. Ese mismo año Alberto Rubí presentó su renuncia irrevocable alegando haber llegado al límite de paciencia con el Congreso Nacional y renunciar por cuestiones de dignidad.
De acuerdo a la comisión interventora. Para 2013 el Ministerio Público recibía anualmente más de 40.000 casos para investigación, de tales expedientes solo se contaba con capacidad para investigar el 5%, quedando 38 mil casos sin investigar, debido a ello; la comisión interventora señaló que la impunidad había aumentado en el país desde la creación del MP en 1994. El propio Ministerio Público como aparato investigador y representante del Estado fue cuestionado, debido a que su ley y reglamentación está fundamentada para países con un mayor poder económico que Honduras, es por esta primordial razón que el ente investigador se queda sin fondos ni herramientas para investigar los crímenes y llevarlos a juicio.

## Expansión del sicariato
Debido a la incapacidad investigativa del ministerio público, la criminalidad ha aumentado de forma exponencial, durante el gobierno de Rafael Callejas el sicariato aumento en un 300 %, pasando de una tasa de homicidios de 10 por cada cien mil habitantes a una tasa de homicidios de 30 por cada cien mil habitantes. Durante el gobierno de Porfirio Lobo, entre 2010 y 2014 fueron asesinadas 27 mil personas, más asesinatos que los ocurridos en todo el siglo XX en Honduras.